# 中部大區 (加納)
中部大區（英語：Central Region）是加納的16個大區之一，位於該國南部，首府海岸角，下分17縣，北臨阿散蒂大區和東部大區，東接大阿克拉大區，南面是畿內亞灣，西面是西部大區，西北邊與西北大區接壤，面積9,826平方公里，2010年人口2,201,863人。